# Alla
"Alla" es una canción de la cantante sueca Sofia Berntson, lanzada como un sencillo en Suecia y Grecia.

## Alla
La canción trata sobre la pérdida.
Alla, fue presentada por Sofia Berntson en el Melodifestivalen 2009, en la 3ª semifinal, consiguiendo un 7º puesto. Aun así, la canción consiguió su pase a la final debido a ser elegida por el jurado internacional.

## Lista de canciones
1. "Alla" – 3:00
2. "Alla" (Oscar Holter Remix) – 4:30